# Daniel Jones
Daniel Jones (Southend-on-Sea, Essex, Inglaterra; 22 de julio de 1973) es un músico, compositor y productor australiano de origen inglés. Es más conocido por haber sido miembro del popular dúo pop australiano Savage Garden, entre sus sencillos más exitosos se encuentra «I Want You», «To the Moon and Back», «Truly Madly Deeply» y «I Knew I Loved You». Desde Savage Garden, Jones se ha transformado en un productor musical.

## Vida personal
Daniel nació en Inglaterra, pero su familia emigró a Australia cuando él tenía menos de un año. La familia Jones se asentó en Brisbane (Queensland) donde Daniel creció siendo el menor de tres hermanos. Incluso siendo un niño aún, la música era una parte importante de la vida de Daniel, junto con sus hermanos, Oliver Jones y Jonathan Lee Jones, que también poseían de talentos musicales. Los apodos más utilizados de Daniel son apodos Dan, Waggin, Jonesy, y Caniel. Su madre le dio el apodo Caniel después de un error ortográfico en un documento de la escuela, después que Daniel anotó un gol en un partido de fútbol.
Daniel abandonó al 10º año la escuela Shailer Park State High School para seguir una carrera musical. 
El 30 de abril de 2000, cuando Jones tenía 26, conoció a la que sería su esposa, Kathleen de Leon quien era miembro del grupo para niños Hi-5, en los 42nd Annual TV Week Logie Awards. Después de tres años juntos, Kathleen organizó una fiesta de cumpleaños, inspirada en los 70's, para celebrar los 30 años de Daniel. Kathleen se llevó una gran sorpresa cuando Jones le profesó su amor y le propuso matrimonio ante más de cien personas, incluyendo sus padres, en el Bar GPO en Brisbane.
El 9 de octubre de 2005, Jones se casó con Leon en el Avica Weddings and Resort de Gold Coast en Queensland. 
El 25 de febrero de 2006, después de volver de su luna de miel, Kathleen confirmó que tenía 4 meses de embarazo, sería el primer hijo de la pareja. Nació el 26 de julio de 2006, llamada Mikayla de Leon Jones.
La familia tiene dos Golden Retrievers; Texas y Jackson.

## Carrera musical

### Inicios
Cuando Jones tenía 18 años tenía una banda llamada Red Edge junto a sus hermanos y algunos amigos, pero necesitaban un vocalista. Daniel Jones puso un aviso en un diario local en Brisbane, en el que buscaban un cantante. Darren Hayes fue unos de los tantos que audiciono para el puesto. Después de algún tiempo en la banda, Hayes se cansó de cantar canciones de otras personas y Daniel Jones también quería crear su propia música, fua una difícil decisión la de dejar la banda junto con Darren Hayes. Esto marcó el inicio de Savage Garden. 

### Savage Garden
Su compañero, Darren Hayes, cantaba, mientras que la mayoría de las veces, Jones hacía el respaldo instrumental. Como sea, la voz de Jones se escucha en algunas canciones de su demo, como "To the Moon and Back". Hayes y Jones escribieron e interpretaron toda su música y lo demostraron en su hits mundial "Truly Madly Deeply" en 1998 y "I Knew I Loved You" en 2000. Originalmente, los chicos viajaron por el mundo para promover su primer álbum y presentar sus singles. Por los constantes viajes y motivos personales comenzaron a estresar a Daniel, por lo hizo notar que no se sentía cómodo con la prensa y el intenso escrutinio de los fanáticos y medios de comunicación que henían hacia ellos. Así que acordaron que Darren se haría cargo de las funciones de promoción de la banda, y Daniel se encargaría de los ensayos de la banda de apoyo que Savage Garden tenía en sus giras, así como la creación de arreglos musicales para las giras. Eventualmente, el dúo se separó en 2001.

### Después de Savage Garden
En 2001, Daniel comenzó a asistir a una banda australiana llamada Aneiki; el grupo estaba conformado por Jennifer Waite y Grant Wallis. Era la primera banda que firmó en el sello musical de Daniel, llamado Meridien Musik. Daniel conocía a Jennifer porque era una corista que viajaba junto a Savage Garden durante el primer tour de la banda, en el que promocionaban el álbum Savage Garden. Daniel ayudó en la producción de su primer álbum Words in Place of Objects y coescribió canciones junto a Jennifer; "Dearest", "She Says", "Saving Grace", "Feel This Fool", y el B-side "Sugarlust".
En 2002, Daniel trabajó con otro dúo Australiano llamado Bachelor Girl con quienes coescribió la canción "Falling" de su segundo álbum Dysfunctional. En 2004, Daniel ayudó a producir los álbumes debut del músico australiano músicos Julie Strickland y de la banda australiana The Wish (Peter Freebairn y Bill Kio). Y en 2005, Daniel trabajó con Tori Horgan (en su álbum debut) y Paul Black. Daniel contiuó demostrando su interés en descubrir nuevos talentos.
Más tarde, en 2005, Jones produjo una serie de EP para el sello Pavilion Musik. Daniel grabó el material con Sean Sennett.
En mayo de 2006, se anunció que Daniel había comprado el legendario complejo de grabación situado en 301 Castlereagh Street, Sídney. Este estudio de grabación fue adquirido de Tom Misner quien posee también la SAE y Studios 301. A lo largo de su larga historia, el estudio también fue propiedad de EMI Group. El estudio fue adquirido para iniciar Level 7 Studios y que siga Meridien Musik en una nueva ubicación. También se rumoreó que participaría en una temporada de Australian Idol como producctor.
Hoy en día, Daniel Jones trabaja para un sello discográfico y vive en Sídney, Australia.